# سو سون
سو سون (هانغل: 손수경) هي عازفة كمان كورية جنوبية، ولدت في 27 يناير 1985 في كوريا الجنوبية.

## وصلات خارجية
- الموقع الرسمي